# شايفنكم
شايفنكم هي حركة شعبية تعمل على مراقبة شرعية ونزاهة الانتخابات الرئاسية والبرلمانية، والإستفتائية في مصر من خلال مشاركة شبكة واسعة من المتطوعين لا يمثلون أي تمثيل سياسي مشترك مع الحركة.
تهدف الحركة إلى القضاء على كافة أشكال الفساد في مؤسسات الدولة الرسمية وغير الرسمية من خلال المراقبة الشعبية، وإلى تثقيف وتمكين الرأى العام من خلال زيادة الوعي حول معنى الديمقراطية.

## تاريخ
تأسست شايفنكم في سنة 2005 بجموعة من الأفراد غير المسيسين حيث بدأت عملها لمراقبة أول انتخابات رئاسية متعددة المرشحين في مصر. وفي خلال الشهر الأول لإطلاق المبادرة إنضم حوالى 5000 شخص للموقع الإلكترونى لها وشارك فعلياً أكثر من ألف متطوع في مراقبة انتخابات مجلس الشعب.
بالرغم من ان تم الإشهار رسمياً عن شايفنكم برقم إشهار 4928 لعام 2012, تحت اسم، الجمعية المصرية للرقابة الشعبية وحقوق الإنسان، إلا ان تأسست شايفنكم في عام 2005 لتسجل بالصوت والصورة كل وقائع الفساد والنهب التي مارسها النظام السابق وأعوانه، كان الظهور الأول لحركة شايفنكم عندما كشفت الفساد والتزوير في الإنتخابات البرلمانية التي جرت في عام 2005 ونجحت الحركة من خلال نحو 1000 متطوع في كشف نحو 4,260 مخالفة قدمتها إلى اللجنة العليا للانتخابات والتي رفضت تشكيل لجنة تحقيق لفحص هذه المخالفات، إلا ان نادي القضاة أنصفنا وشكل لجنة للتحقيق في المخالفات التي رصدتها شايفنكم، بعد ما رفضت اللجنة العليا على فتح باب التقصى، ضمت تلك اللجنة كل من المستشار هشام البسطويسي والمستشار أحمد مكى وأخرون، تفننت الحكومة بعدها في وسائل أقصائهم عن طريق لجان التأديببتهم السب والقذف.
شاركت شايفنكم العديد من الحركات لكشف الفساد ومحاربته حيث وقفت شايفنكم جنباً إلي جنبمع القضاة وساندتهم في تظاهرتهم في 25 مايو 2006 وكان لها دور قوى في مساندة«تيار استقلال القضاء» من أجل أصدار قانون السلطة القضائية الذي ظلال قضاة يحلمون بصدوره سنوات طويلة.
وواصلت شايفنكم كفاحها ضدالفساد وقامت بالتعاون مع حركات «كفاية و9 مارس وشباب حزب الغد والنقابات العمالية» برفع دعوي على رئيس الجمهورية أنذاك محمد حسني مبارك لنشر وتطبيق أتفاقية محاربة الفساد، ونجحت الحركة وتوجت جهودها بنشر الاتفاقية بالفعل عام 2007

### بورسعيد
بعد أحداث ستاد بورسعيد 2012, ومع تداول الأحداث واحتدام الصراع، ذهب عدد من نشطاء شايفنكم لبورسعيد لدعم أهل بورسعيد ضد الفساد في وزارة الداخلية، وبحلول شهر أبريل عام 2013, تم تأسيس أول مجلس أمناء شايفنكم خارج القاهرة الكبرى.

## طريقة العمل
تعتمد شايفنكم على الأعضاء والمتطوعين لعمل كل شئ، وتستخدم وسائل التواصل الاجتماعي مثل التويتر، والفيسبوك، واليوتيوب وناقشناي للتواصل مع أعضاءها، ولتفعيل مبادرات وأنشطة كالرقابة علة الانتخابات، إلخ...
من ضمن أساليب الضغط التي تستخدمها شايفنكم هي:
- -حملات للتوعية
- -المظاهرات السلمية
- -تقييم تدافع عن السياسة العامة
- -إعتصام
- -الضغط عن طريق الإنترنت
- -المقاومة السلمية

### فيلم وثائقي
في عام 2007, تم عرض فيلم وثائقي من إخراج جيهان نجومي وشريف الكاتشا، عن عمل وتاريخ شايفنكم، وتم عرض الفيلم في مشروع «لماذا الديمقراطية». وحاز الفيلم على عدد كبير من الجوائز وما زال يتم عرض الفيلم في العديد من المنظمات خارح مصر.

## مجلس أمناء الحركة
- إنجي حداد
- أحمد حافظ
- أكمل قرطام
- بثينة كامل
- داليا سامي
- راجية عمران
- شريف التابعي
- ضحى سيف النصر
- ليلى أميري
- محمد يحى
- مصطفي حجازي
- نعمة خليل
- هبة هلال
- صابرين أبو سبعة
- احمد الرفاعي
- ابية البنهاوي
- شرين التوني